# Josef Buršík

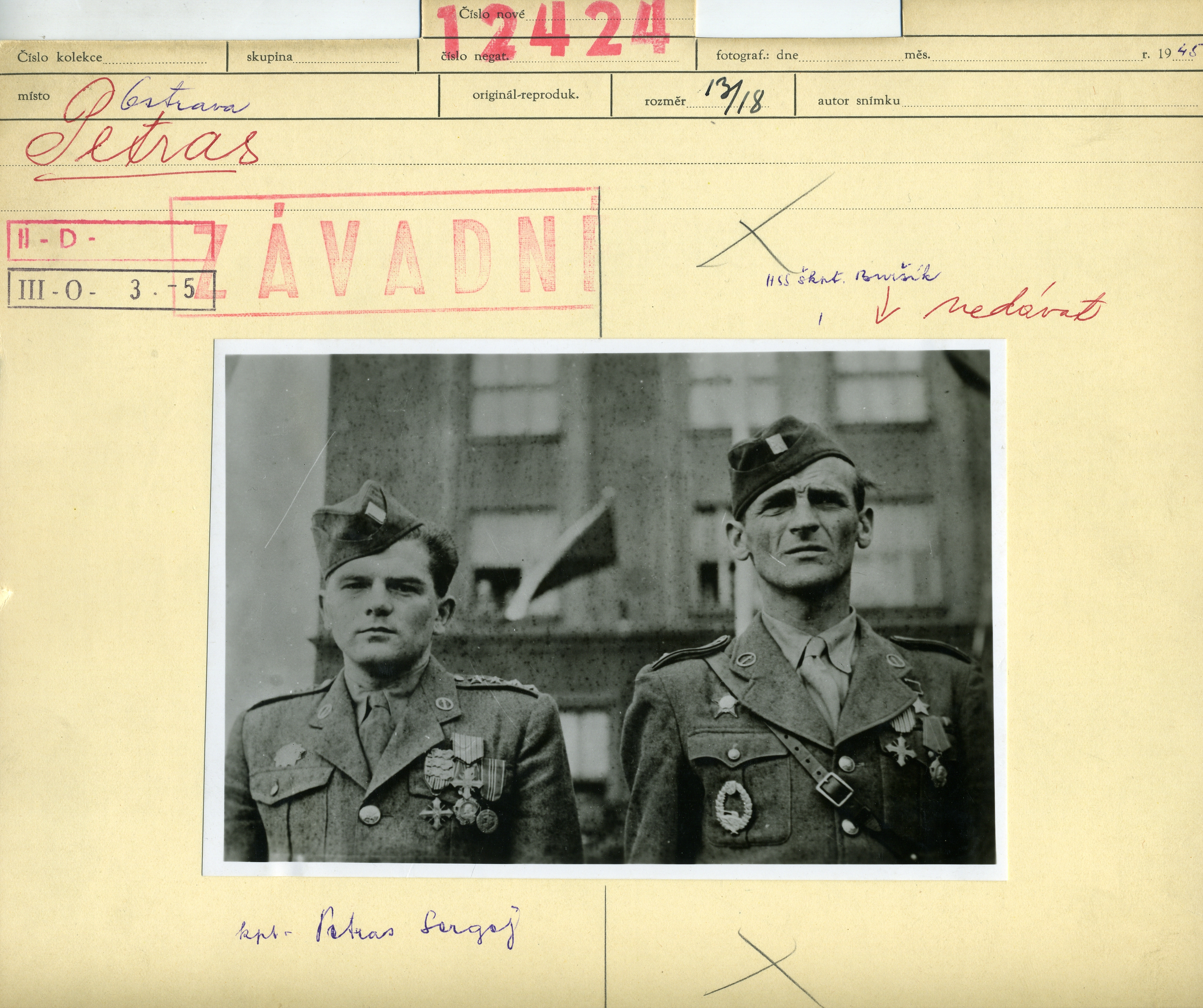
Karta ze zdjęciem škpt. Siergieja Petrasa i kpt. Josefa Buršíka. Zdjęcie wykonane podczas defilady wojskowej w Ostrawie, 1945

Josef Buršík (ur. 11 września 1911 w Postřekovie, zm. 30 czerwca 2002 w Northampton) – czeski wojskowy, czechosłowacki generał, Bohater Związku Radzieckiego (1943).

## Życiorys
Skończył szkołę miejską w Domažlicach i dwie klasy szkoły przemysłowej w Pilźnie, od listopada 1933 do lutego 1936 odbywał służbę w czechosłowackiej armii, we wrześniu 1938 został zmobilizowany i mianowany dowódcą plutonu, wiosną 1939 zdemobilizowany. Został wywieziony przez Niemców na przymusowe roboty do Norymbergi, po bójce z Niemcami nielegalnie wrócił do Czech, a w lipcu 1939 nielegalnie przekroczył granicę z Polską, gdzie od sierpnia 1939 służył w Legionie Czechosłowackim sformowanym z Czechów i Słowaków pod Baranowiczami, 20 września 1939 został internowany przez okupacyjne władze radzieckie. Przebywał w obozach dla internowanych w Kamieńcu Podolskim, Orankach, Suzdalu i Buzułuku, później, gdy rozpoczęto formowanie batalionu z czechosłowackich ochotników pod dowództwem Ludvíka Svobody, wstąpił do niego jako jeden z pierwszych. Od 8 do 12 marca 1943 brał udział w pierwszej walce tego batalionu stoczonej k. Sokołowa w obwodzie charkowskim na Froncie Woroneskim, w sierpniu 1943 skończył przyśpieszony kurs wojskowy w Tambowie i w październiku 1943 jako dowódca kompanii czołgów został skierowany na 1 Front Ukraiński. 5 listopada 1943 wyróżnił się w walkach o Kijów.
W styczniu-lutym 1944 uczestniczył w operacji żytomiersko-berdyczowskiej, walczył pod Białą Cerkwią i Żaszkowem, następnie został kierownikiem kursów pancernych brygady, od marca do czerwca 1944 dowodził batalionem szkolnym, później batalionem pancernym 1 Czechosłowackiego Korpusu Armijnego, brał udział w operacji karpacko-dukielskiej, morawsko-ostrawskiej i praskiej. Od września do grudnia 1945 był słuchaczem Wojskowej Akademii Wojsk Pancernych i Zmechanizowanych im. Stalina w Moskwie, w grudniu 1945 został odwołany do Czechosłowacji, od marca do września 1946 był zastępcą dowódcy 1 Czechosłowackiej Brygady Pancernej, od września 1946 do września 1947 dowódcą batalionu pancernego, od września 1947 do kwietnia 1948 zastępcą dowódcy 12 Brygady Pancernej w Ołomuńcu, a od kwietnia 1948 do listopada 1949 ponownie dowódcą batalionu. 
11 listopada 1949 został aresztowany pod zarzutem prowadzenia antykomunistycznej propagandy, a 7 marca 1950 skazany na 10 lat więzienia i pozbawienie odznaczeń "za zdradę Ojczyzny"; w więzieniu ciężko zachorował na gruźlicę i trafił do szpitala więziennego, z którego w sierpniu 1950 udało mu się zbiec. Następnie zbiegł do Niemiec Zachodnich, skąd w 1955 wyemigrował do Wielkiej Brytanii, gdzie przeszedł dwie operacje; na życzenie królowej Elżbiety II nadano mu brytyjskie obywatelstwo, jednak odmówił jego przyjęcia. W 1969 odebrano mu tytuł Bohatera Związku Radzieckiego. 
W 1990, po aksamitnej rewolucji wrócił do Pragi, został zrehabilitowany i awansowany na generała armii czeskiej, a 6 maja 1992 przywrócono mu tytuł Bohatera Związku Radzieckiego. Później wrócił do rodziny w W. Brytanii, gdzie zmarł i został pochowany. W Ostrawie postawiono jego pomnik.

## Odznaczenia
- Order Lwa Białego I klasy (pośmiertnie, 2005)[1]
- Order Milana Rastislava Štefánika (1990)
- Krzyż Wojenny Czechosłowacki 1939 (pięciokrotnie)
- Medal Za Zasługi
- Order Czerwonej Gwiazdy (21 lutego 1943)
- Czechosłowacki Medal za Odwagę w Obliczu Nieprzyjaciela (1945)
- Medal Za Zasługi I klasy (1943)
- Sokołowski Medal Pamiątkowy
- Dukielski Medal Pamiątkowy (1949)
- Wojskowy Medal Pamiątkowy (1945)
- Złota Gwiazda Bohatera Związku Radzieckiego (ZSRR, 21 grudnia 1943)
- Order Lenina (ZSRR, 21 grudnia 1943)
- Order Suworowa III klasy (10 sierpnia 1943)
- Order Czerwonej Gwiazdy (ZSRR, 17 kwietnia 1943)
- Order Braterstwa i Jedności i klasy (Jugosławia, 31 marca 1946)
- Krzyż Oficerski Orderu Korony Rumunii z Mieczami (Rumunia, 20 grudnia 1947)

I medal brytyjski.